# Liptice
Liptice (německy Liptitz) je zaniklá vesnice v okrese Teplice v Ústeckém kraji, která zanikla v sedmdesátých letech 20. století z důvodů těžby hnědého uhlí. Lipticemi vedla také železniční trať Ústí nad Labem – Chomutov. Vesnici zaniklou v roce 1976 připomíná jen název katastrálního území a Liptická vyhlídka postavená na zrekultivované výsypce Pokrok.
Katastrální území Liptice měří 2,69 km².

## Název
Název vesnice je odvozen z osobního jména Ľubot ve významu Ľubotovi lidé. Časem zanikla samohláska v druhé slabice a při poněmčení názvu se jméno vsi přestalo používat v množném čísle. V historických pramenech se název vsi objevuje ve tvarech: Lubtitz (1209), de Lupticz (1404/1405), Lipticze (1549) a Liptitz (1787 a 1833).

## Historie
Krajina v okolí Liptic byla osídlena od pravěku. Přímo v místech vesnice bývalo polykulturní sídliště obydlené v eneolitu, době bronzové a laténské. V intravilánu vsi bylo také částečně prozkoumáno pohřebiště bylanské kultury. Další polykulturní sídliště se nacházelo severně od vesnice a byly z něj získány artefakty z období únětické kultury, kultury s vypíchanou keramikou a z mladší doby hradištní. V prostoru Dolu Pokrok byly odhaleny pozůstatky středověké vesnice a sídliště z období knovízské a štítarské kultury, ale byly zde nalezeny také předměty z doby laténské.
První písemná zmínka o Liptici pochází z roku 1209, kdy vesnice patřila oseckému klášteru. Později byla součástí duchcovského panství. Od devatenáctého století ve vsi byla německá škola a česká dvoutřídní škola byla otevřena v roce 1931.
V blízkosti Dolu Pokrok se nacházela později zaniklá vesnice Valkeřov. Její stopy (zbytky zdiva, destrukční vrstvy a keramika z patnáctého až šestnáctého století) byly nalezeny v roce 1974. Ve čtrnáctém století ve vsi stál kostel.
V době zániku Liptice na přelomu sedmdesátých a osmdesátých let dvacátého století byly ve vsi a jejím okolí prováděny četné záchranné archeologické výzkumy. Vzhledem k jejich množství a rychlosti rozšiřování lomů nebyly objekty často zdokumentovány a z nálezů byly zachraňovány jen zajímavé artefakty, celé nádoby nebo velké střepy, které bylo možné slepit.

## Obyvatelstvo
Při sčítání lidu v roce 1921 zde žilo 755 obyvatel (z toho 359 mužů), z nichž bylo 378 Čechoslováků, 371 Němců a šest cizinců. Většina se hlásila k římskokatolické církvi, ale žilo zde také 26 evangelíků, dva členové církve československé, tři židé, dva členové nezjišťovaných církví a 250 lidí bez vyznání. Podle sčítání lidu z roku 1930 měla vesnice 692 obyvatel: 306 Čechoslováků, 378 Němců a osm cizinců. Z nich patřilo k 411 k římskokatolické církvi, 27 k evangelickým církvím, dva k církvi československé, pět k izraelské a 247 lidí bylo bez vyznání.
|           | 1869 | 1880 | 1890 | 1900 | 1910 | 1921 | 1930 | 1950 | 1961 | 1970 |
| --------- | ---- | ---- | ---- | ---- | ---- | ---- | ---- | ---- | ---- | ---- |
| Obyvatelé | 231  | 326  | 332  | 764  | 808  | 755  | 692  | 396  | 410  | 274  |
| Domy      | 24   | 28   | 29   | 43   | 48   | 52   | 53   | 44   | 48   | 45   |

## Pamětihodnosti
Kostel svatého Petra a Pavla pocházející z roku 1727 zanikl spolu s vesnicí.